# 2002년 FIFA 월드컵 예선 대륙간 플레이오프
2002년 FIFA 월드컵 예선 대륙간 플레이오프는 각 대륙 예선전에서 대륙간 플레이오프에 진출한 4개의 국가 중 월드컵 본선에 진출할 2개 국가 대표팀을 가리는 대회이다. 홈 앤 어웨이 방식으로 진행되며 대륙간 플레이오프의 승자는 2002년 FIFA 월드컵 본선에 진출한다. 플레이오프는 다음과 같이 진행된다.
- 유럽 지역 예선에서 각 조 2위를 차지한 팀들 가운데 무작위 추첨을 통해 결정된 1개 팀 vs 아시아 지역 예선 플레이오프 승자[1]
- 오세아니아 지역 최종 예선 승자 vs 남미 지역 예선 5위 팀

국제 축구 연맹(FIFA)은 2001년 8월 31일에 스위스 취리히에 위치한 FIFA 본부에서 열린 추첨을 통하여 대륙간 플레이오프 대진을 확정했다.

## 참가국
다음 4개의 국가대표팀이 참가한다.
| 지역       | 순위                                   | 팀             |
| ---------- | -------------------------------------- | -------------- |
| 유럽       | 예선 2조 2위 (무작위 추첨을 통해 결정) | 아일랜드       |
| 아시아     | 플레이오프 승자                        | 이란           |
| 오세아니아 | 최종 예선 승자                         | 오스트레일리아 |
| 남미       | 지역 예선 5위                          | 우루과이       |

- 유럽 지역 예선 2조에서 2위를 차지한 아일랜드는 각 조에서 2위를 차지한 팀들을 대상으로 한 무작위 추첨을 통해 아시아와의 대륙간 플레이오프 상대 팀으로 결정되었다.[3]

## 경기 결과
| 팀 1           | 합계  | 팀 2     | 1차전 | 2차전 |
| -------------- | ----- | -------- | ----- | ----- |
| 아일랜드       | 2 - 1 | 이란     | 2 - 0 | 0 - 1 |
| 오스트레일리아 | 1 - 3 | 우루과이 | 1 - 0 | 0 - 3 |

### UEFA vs AFC 대륙간 플레이오프
| 아일랜드                     | 2 – 0 | 이란 |
| ---------------------------- | ----- | ---- |
| 하트 44′ (페널티골) · 킨 50′ |       |      |

| 이란           | 1 – 0 | 아일랜드 |
| -------------- | ----- | -------- |
| 골모함마디 90′ |       |          |

 아일랜드가 합계 2 - 1로 본선 진출.

### OFC vs CONMEBOL 대륙간 플레이오프
| 오스트레일리아        | 1 – 0 | 우루과이 |
| --------------------- | ----- | -------- |
| 머스캣 78′ (페널티골) |       |          |

| 우루과이                     | 3 – 0 | 오스트레일리아 |
| ---------------------------- | ----- | -------------- |
| 실바 14′ · 모랄레스 70′, 90′ |       |                |

 우루과이가 합계 3 - 1로 본선 진출.